# SK Zestaponi
SK Zestaponi (gruz. სკ ზესტაფონი) – gruziński klub piłkarski z siedzibą w Zestaponi.

## Historia
Klub został założony 18 czerwca 2004 jako SK Zestaponi z inicjatywy współwłaścicieli Huty Ferro-stopów im. Giorgi Nikoladze. Ponieważ klub Samgurali Ckaltubo, który awansował do Umaglesi Liga, z przyczyn finansowych zrezygnował z występów w niej, jego miejsce zajął SK Zestaponi, który gra w niej do dziś.

## Sukcesy
- Mistrzostwo Gruzji: 1. miejsce (2010/11, 2011/12)
- 3. miejsce (2007/08, 2009/10)
- Puchar Gruzji:
  - zdobywca (2007/08)
  - finalista (2004/05, 2005/06, 2006/07)

## Europejskie puchary
Legenda do wszystkich tabel:
- Q – runda eliminacyjna, 1/16, 1/8, 1/4, 1/2 – odpowiednia faza rozgrywek, Grupa – runda grupowa, 1r gr – pierwsza runda grupowa, 2r gr – druga runda grupowa, F – finał, R – runda, PO – play-off
- k. – rzuty karne, los. – losowanie, Dogr. – dogrywka, w. – zasada bramek strzelonych na wyjeździe

| Sezon   | Rozgrywki        | Runda | Przeciwnik             | Dom | Wyjazd | Ogólnie    |
| ------- | ---------------- | ----- | ---------------------- | --- | ------ | ---------- |
| 2007    | Puchar Intertoto | 1R    | Tobył Kostanaj         | 2–0 | 0–3    | 2–3        |
| 2008/09 | Puchar UEFA      | 1Q    | Győri ETO FC           | 1–2 | 1–1    | 2–3        |
| 2009/10 | Liga Europy      | 1Q    | Lisburn Distillery     | 6–0 | 5–1    | 11–1       |
| 2009/10 | Liga Europy      | 2Q    | Helsingborgs IF        | 1–2 | 2–2    | 3–4, Dogr. |
| 2010/11 | Liga Europy      | 1Q    | SC Faetano             | 5–0 | 0–0    | 5–0        |
| 2010/11 | Liga Europy      | 2Q    | Dukla Bańska Bystrzyca | 3–1 | 0–1    | 3–2        |
| 2010/11 | Liga Europy      | 3Q    | Karpaty Lwów           | 0–1 | 0–1    | 0–2        |
| 2011/12 | Liga Mistrzów    | 2Q    | Dacia Kiszyniów        | 3–0 | 0–2    | 3–2        |
| 2011/12 | Liga Mistrzów    | 3Q    | SK Sturm Graz          | 1–1 | 0–1    | 1–2        |
| 2011/12 | Liga Europy      | PO    | Club Brugge            | 3–3 | 0–2    | 3–5        |
| 2012/13 | Liga Mistrzów    | 2Q    | Neftçi PFK             | 2–2 | 0–3    | 2–5        |
| 2014/15 | Liga Europy      | 2Q    | Spartak Trnawa         | 0–3 | 0–0    | 0–3        |